# Ноах (недельная глава)
Недельная глава «Ноах» (др.-евр. נח‬ — «Ной») — oдна из 54 недельных глав — отрывков, на которые разбит текст Пятикнижия (Хумаша). Вторая по счёту глава Торы, расположена в первой книге «Берешит». Имя название, как и все главы получила по первому значимому слову текста (эле толдот Ноах — «Вот порожденные Ноахом»). В состав главы входят главы и стихи из книги Берешит Быт. 6:9 — 11:32.

## Краткое содержание главы
Бог велит Ноаху, единственному праведному человеку на земле, построить гигантский ковчег, поскольку Всемирный потоп сотрёт всякую жизнь с поверхности земли. Ковчег же должен стать убежищем для Ноаха и его семьи, а также для животных — по паре от каждого вида.
На протяжении сорока дней и ночей льёт дождь, и затем вода прибывает ещё на протяжении ста пятидесяти дней, пока не успокаивается и не начинает спадать. Из окна ковчега, севшего на горе, Ноах выпускает сначала ворона, а затем несколько раз голубя, чтобы «увидеть, ушла ли вода с поверхности земли». Когда почва полностью высыхает — спустя 365 дней после начала Потопа — Бог повелевает Ноаху и его семье выйти из ковчега и вновь заселить землю (Быт. 6:9 — 9:29).
Ноах возводит жертвенник и приносит жертву Богу. Бог клянется больше не уничтожать всё человечество за их поступки и устанавливает радугу знаком нового союза с человечеством. Ноах получает заповеди, среди которых запрет убийства и запрет есть мясо или кровь ещё живого животного, хотя в принципе мясо животных после Потопа разрешается людям для употребления в пищу.

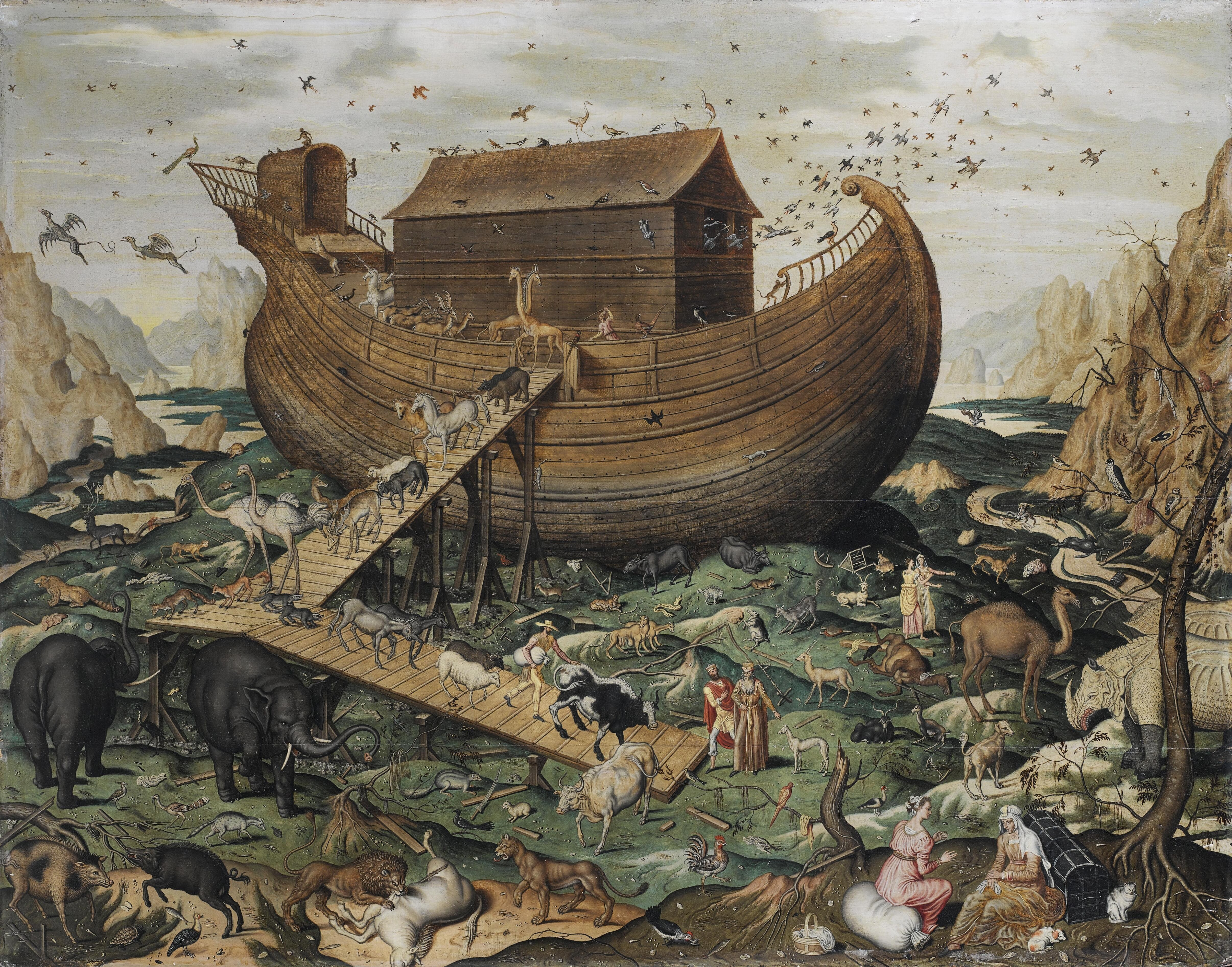
Симон де Миле. Ноев ковчег на горе Арарат. 1570

Ноах насаждает виноградник и пьянеет от вина. Два его сына, Шем и Йафет, прикрывают наготу своего отца и получают вслед за тем благословение Ноаха. Уделом Хама, надругавшегося над отцом, становится проклятие.
На протяжении десяти поколений потомки Ноаха остаются единым народом с одним языком и культурой. Затем, восстав против Бога, они возводят огромную Вавилонскую башню как символ своей несокрушимости. Бог смешивает их язык, и они перестают понимать друг друга. В результате этого люди забрасывают строительство башни и рассеиваются по земле, образуя семьдесят народов.
Глава «Ноах» завершается перечислением десяти поколений от Ноаха до Авраама и рассказом о путешествии семьи Авраама из Ур-Касдима в Харан по дороге в землю Ханаан (родословная от Шема до Ноаха описана в Быт. 11:10 — 11:32).

## Отрывки
Глава разделена на семь отрывков (на иврите — алиёт), которые прочитываются в каждый из дней недели, с тем, чтобы в течение недели прочесть всю главу
- В воскресенье читают псуким с 6:9 по 6:22
- В понедельник читают псуким с 7:1 по 7:16
- Во вторник читают псуким с 7:17 по 8:14
- В среду читают псуким с 8:15 по 9:7
- В четверг читают псуким с 9: 8 по 9:17
- В пятницу читают псуким с 9:18 по 10:32
- В субботу читают псуким с 11:1 по 11:32

В понедельник и четверг во время утренней молитвы в синагогах публично читают отрывки из соответствующей недельной главы. Для главы «Ноах» это псуким с 6:9 по 6:22

## Гафтара
В субботу после недельной главы читается дополнительный отрывок из Танаха (из раздела «Пророки» — «Невиим») из книги пророка Йешаягу (Ис. 54:1 — 55:5).